# بانک مرکزی ارمنستان

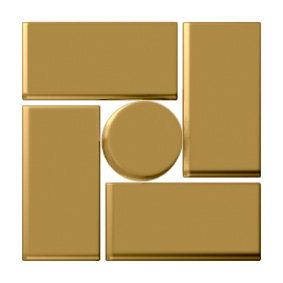
لوگوی بانک مرکزی ارمنستان

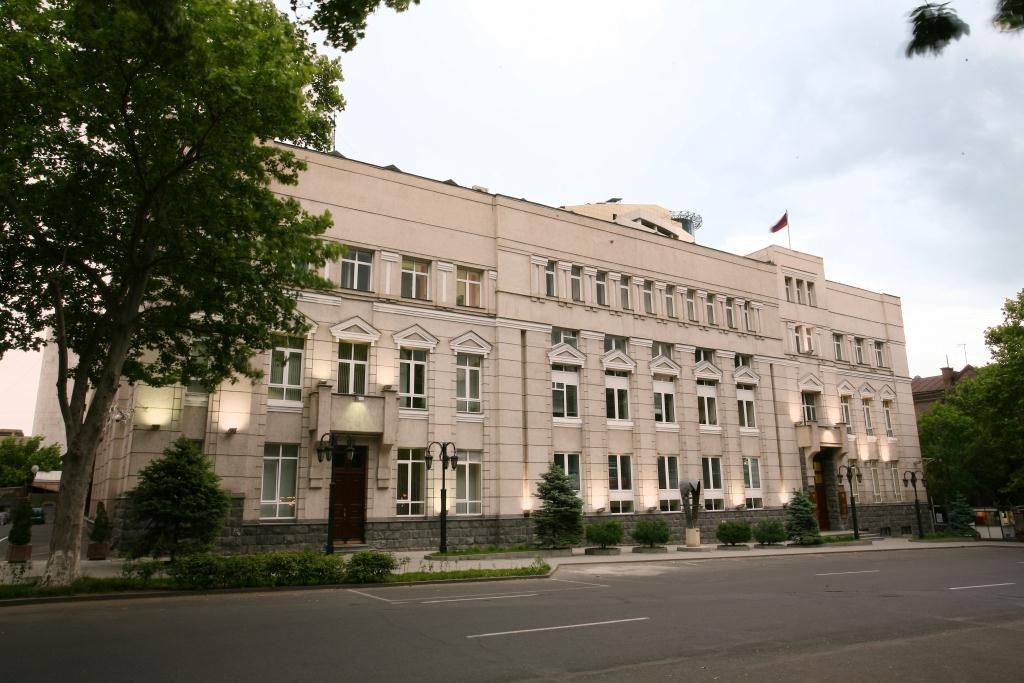
ساختمان بانک مرکزی ارمنستان

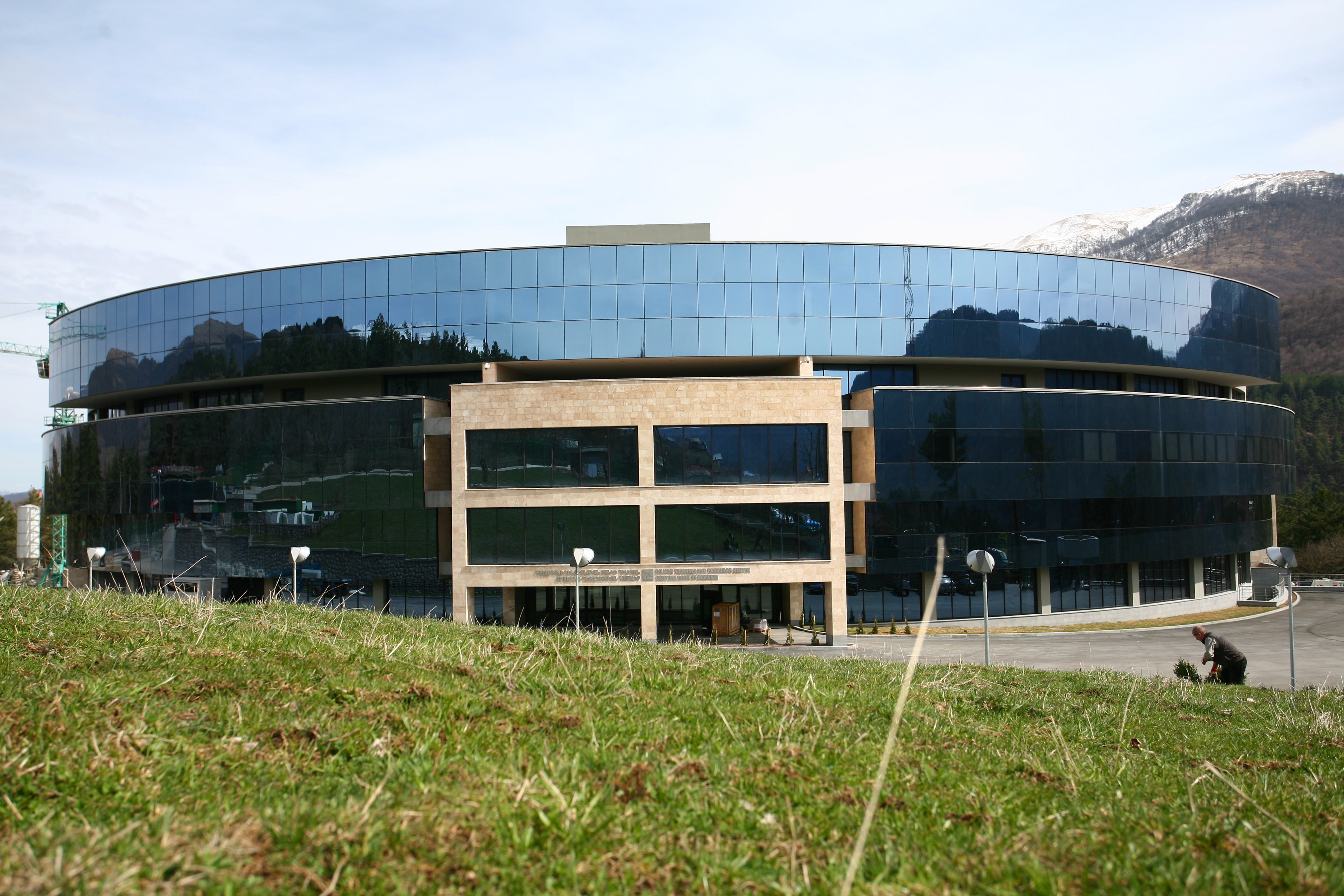

بانک مرکزی جمهوری ارمنستان (ارمنی: Հայաստանի Հանրապետության Կենտրոնական Բանկ) به اختصار (CBA) بانک مرکزی کشور ارمنستان می‌باشد که مقر آن در شهر ایروان می‌باشد. CBA نهادی است مستقل که مسئولیت صدور اسکناس‌ها و سکه‌ها را در این کشور برعهده دارد. «بانک مرکزی ارمنستان» در تاریخ ۲۷ آوریل ۱۹۹۳ بنیانگذاری شده است. در حال حاضر مارتین گالستیان رئیس «بانک مرکزی ارمنستان» (CBA) می‌باشد

## روسای بانک ملی و مرکزی ارمنستان
1. گریگوری سمیرنوو ۱۸۹۶–۱۹۰۱
2. آنتونکریژیژانووسکی ۱۹۰۱–۱۹۰۵
3. نیکلای سانیکوو ۱۹۰۵–۱۹۱۰
4. کنستانتین سیبانین ۱۹۱۰–۱۹۱۶
5. ولادیسلاو موراوسکی ۱۹۱۶–۱۹۲۱
6. مارتین ساهاکیان ۱۹۲۲–۱۹۲۴
7. گریگور زاغتیان ۱۹۲۴–۱۹۳۰
8. گارسیان وارشامیان ۱۹۳۰–۱۹۳۱
9. هووهانس داوتیان ۱۹۳۱–۱۹۳۶
10. وارطان مامیکونیان ۱۹۳۶–۱۹۳۷
11. آرکادی میناسیان ۱۹۳۷–۱۹۳۹
12. سرگئی باتورین ۱۹۳۹–۱۹۴۳
13. ریضا ولیبکوف ۱۹۴۳–۱۹۴۴
14. آرتاشس سارگسیان ۱۹۴۴–۱۹۶۷
15. استپان صافاریان ۱۹۶۷–۱۹۶۹
16. آندریی پاپوویان ۱۹۶۹–۱۹۷۲
17. ولادیمیر آغاسیان ۱۹۷۲–۱۹۸۶
18. ایساهاک ایساهاکیان ۱۹۸۶–۱۹۹۴
19. باگرات آساتریان ۱۹۹۴–۱۹۹۸
20. تیگران سارگسیان ۱۹۹۸–۲۰۰۸
21. آرتور جاوادیان ۲۰۰۸–۲۰۲۰
22. مارتین گالستیان ۲۰۲۰-اکنون